# Neoperla multilobata
Neoperla multilobata är en bäcksländeart som beskrevs av Peter Zwick 1986. Neoperla multilobata ingår i släktet Neoperla och familjen jättebäcksländor. Inga underarter finns listade i Catalogue of Life.